# Prado de la Guzpeña (kommunhuvudort)
Prado de la Guzpeña är en kommunhuvudort i Spanien.   Den ligger i provinsen Provincia de León och regionen Kastilien och Leon, i den norra delen av landet, 280 km norr om huvudstaden Madrid. Prado de la Guzpeña ligger 1 047 meter över havet och antalet invånare är 131.
Terrängen runt Prado de la Guzpeña är kuperad åt nordost, men åt sydväst är den platt.Runt Prado de la Guzpeña är det ganska glesbefolkat, med 21 invånare per kvadratkilometer. Närmaste större samhälle är Guardo, 14,5 km öster om Prado de la Guzpeña. Omgivningarna runt Prado de la Guzpeña är en mosaik av jordbruksmark och naturlig växtlighet.